# After School
Pour les articles homonymes, voir After School (homonymie).
Cette page contient des caractères spéciaux ou non latins. S’ils s’affichent mal (▯, ?, etc.), consultez la page d’aide Unicode.
After School (coréen : 애프터스쿨, katakana : アフタースクール, souvent stylisé AFTERSCHOOL, ou l'abréviation A.S.) est un girl group sud-coréen de K-pop, originaire de Séoul, actif entre 2009 et 2015. Formé par Pledis Entertainment, il est composé de cinq chanteuses : Raina, Nana, Lizzy, E-Young, et Kaeun.
En juin 2010, un sous-groupe de trois membres est formé en parallèle, Orange Caramel, avec Nana, Raina et Lizzy, et sort un premier single. En juillet de la même année, deux nouveaux sous-groupes sont dévoilés : A.S. RED (Kahi, Nana, Uee et Jungah) et A.S. BLUE (Jooyeon, Raina, Lizzy et E-Young). Les RED font la promotion du single In the Night Sky tandis que les BLUE, elles, font la promotion de Wonder Boy.

## Histoire

### Origines et débuts (2009)

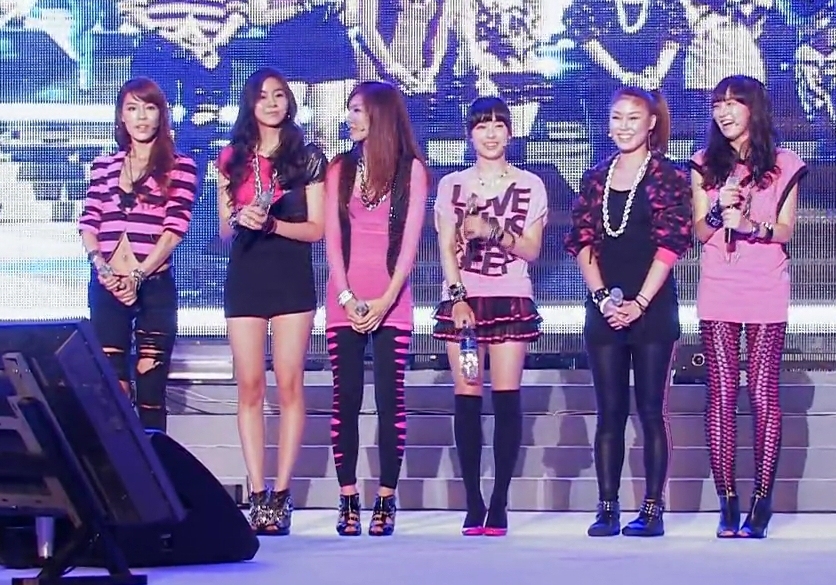
After School en 2009.

Les After School débutent le 17 janvier 2009, avec la promotion de leur premier single intitulé New Schoolgirl, avec la chanson-titre Ah. Avant cela, deux des membres du groupe, Kahi et Jungah, avaient déjà proposé une performance spéciale aux côtés de Son Dam-bi, le 29 décembre 2008, en interprétant Play Girlz au SBS Song Festival. On note aussi que les trois autres membres, Bekah, Jooyeon et Soyoung, détenaient le rôle de backdancer de la même chanteuse. Leur premier EP est produit par Brave Brothers ; parmi celui-ci, deux bénéficient d'une promotion, Ah, comme précédemment cité et Bad Guy, bien que la promotion de cette piste ait dû être écourtée à cause des paroles. Quelques mois plus tard, avant la promotion de leur titre Diva, une nouvelle membre nommée UEE est présentée par l'agence. Le groupe a ainsi défendu cette nouvelle piste, toujours produite par Brave Brothers, dès le 9 avril 2009 au M! Countdown. Le groupe travaille ensuite sur deux singles numériques, l'un intitulé Love Machine, qui n'est qu'autre qu'une reprise d'un groupe similaire japonais, les Morning Musume, et Amoled, avec la chanteuse Son Dam-bi.
Un peu plus tard, en octobre 2009, Soyoung quitte le groupe pour poursuivre sa carrière d'actrice. Cependant, deux nouvelles membres, Nana et Raina, intègrent le groupe pendant cette période. Ainsi, les six jeunes femmes enchainent ensuite la promotion de leur second single Because of You. Cette chanson (toujours composée et écrite par Brave Brothers) fait d'ailleurs un succès en atteignant simultanément la première place sur divers charts musicaux. Elle reçoit également trois distinctions, plus précisément des Mutizen Awards.

### Orange Caramel et débuts au Japon (2010–2011)

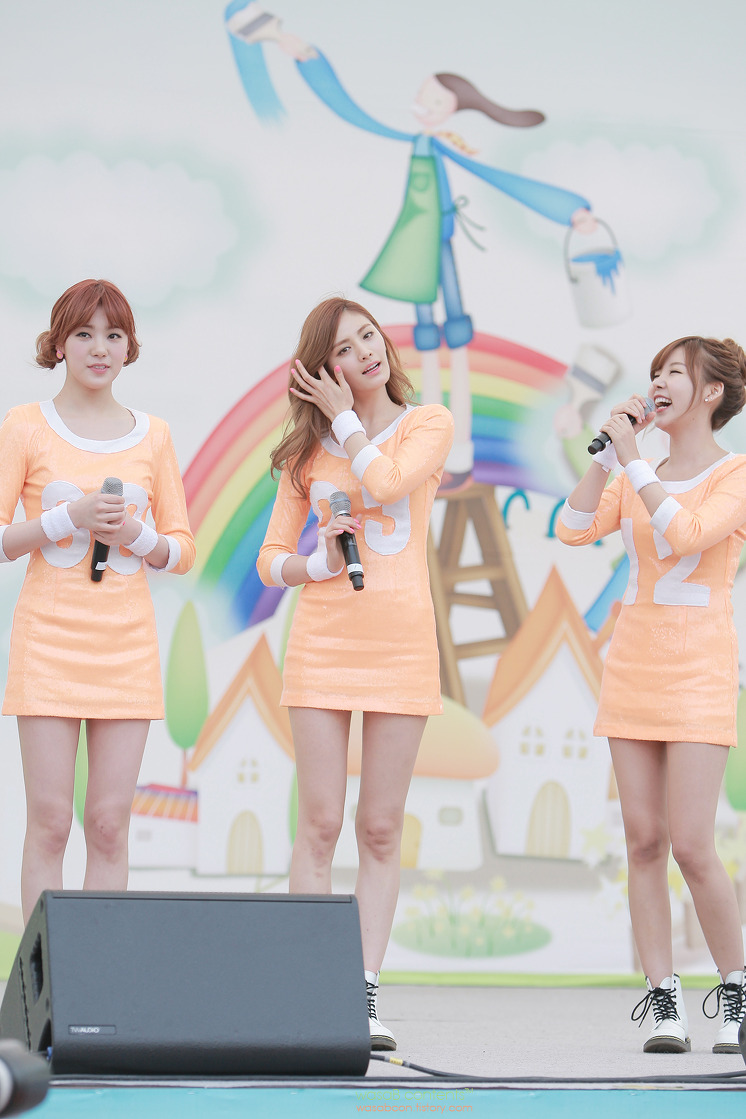
Orange Caramel.

Le début de l'année 2010 est marqué par l'arrivée d'une nouvelle membre, Lizzy. Cette dernière rejoint le groupe[source secondaire souhaitée] le 14 mars, pour leur troisième single intitulé Bang!.  Ce single n'est pas produit par Brave Brothers, mais par Kim Tae Hyeon[source secondaire souhaitée]. Le 16 juin 2010, Nana, Raina et Lizzy forment la 1re sous-unité, Orange Caramel, avec un premier single nommé Magic Girl. Il faut alors attendre décembre 2010 pour revoir le groupe au complet pour un single appelé Happy Pledis 2011, qui tourne autour d'un projet caritatif, appelé Save the Children[source secondaire souhaitée].
Pour commencer l'année 2011, Kahi, la leader du groupe, sort son premier album solo, Come Back You Bad Person. Ensuite, toujours sans Bekah, le groupe accompagne la chanteuse japonaise Namie Amuro sur la chanson Make It Happen. Cette chanson est récompensée par le prix de la meilleure collaboration de l'année 2011. Néanmoins, le groupe ne fait pas ses débuts officiels dans l'archipel. Quelques jours sont ensuite nécessaires avant la sortie de leur premier album studio, Virgin. Celui-ci est produit par Daishi Dance, qui s'occupe aussi de la chanson titre, Shampoo. Cette piste commence à être promue au Music Bank, avec l'introduction Let's Step Up. Cet album marque l'arrivée d'E-Young mais aussi le départ de Bekah. En juillet 2011, pour leur quatrième single, le groupe est divisé en deux sous-unités, A.S. Red and Blue. Cette stratégie consiste à proposer deux concepts totalement différents, soutenus par deux producteurs différents (Brave Brothers et Jo Yeong Su).
Les débuts au Japon du groupe sont ensuite confirmés avec la sortie du premier single Bang!. Celui-ci remporte un véritable succès et se place même neuvième à l'Oricon Weekly Chart. En novembre, c'est au tour de Diva de sortir au Japon. Au mois de décembre, les huit jeunes femmes font une brève parenthèse à leur carrière japonaise pour travailler sur le single Happy Pledis avec d'autres idoles de leur agence.

### Lady Luck/Dilly DallyetFlashback(2012)

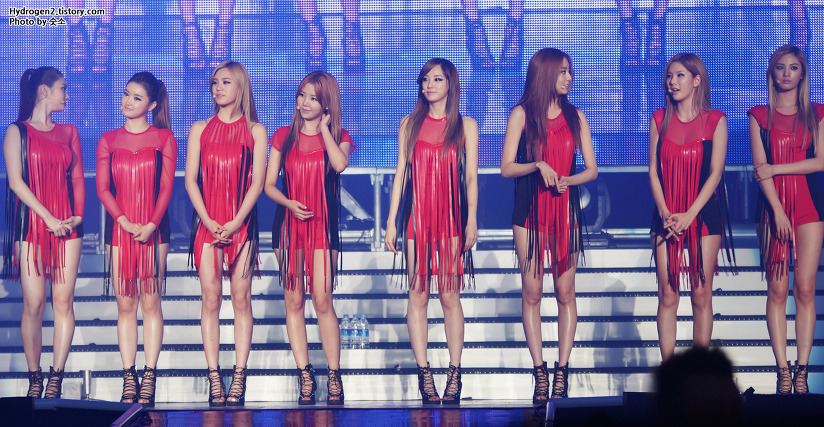
After School en 2012.

Pour commencer l'année, le groupe sort son troisième single japonais intitulé Rambling Girls. Ce single obtient la sixième place de l'Oricon japonais. Il précède Playgirlz, leur premier album japonais sorti le 14 mars. Cet album comprend différentes pistes japonaises déjà parues dans les autres singles. L'une de celles-ci (Just In Time) est aussi utilisée pour la campagne de Samantha Thavasa, pour sa firme de sacs, dont les jeunes femmes sont les mannequins. Cet album est également honoré d'une tournée au Japon nommée After School First Japan Tour 2012-PLAYGIRLZ, la première tournée individuelle du groupe. Les trois villes qui l'ont accueillies sont Tokyo le 27 avril, Nagoya le 28 et enfin Osaka le 30 avril. La tournée s'achève au Tokyo Dome City Hall (en) le 17 juin.
Le 10 avril 2012, After School accueille une nouvelle membre, Kaeun, qui représente la cinquième génération du groupe. Le 5 juin 2012, Kahi quitte le groupe. C'est l'occasion pour elle de concrétiser une carrière solo, comme l'annonce son agence.
Les filles reviennent avec un maxi single intitulé Flashback dont la sortie est prévue pour le 21 juin. Cette annonce est suivie par des photos teasers,,,,. After School sort le 13 juin son quatrième single japonais, Lady Luck/Dilly Dally, qui est arrivé à la troisième place de l'Oricon japonais pour les ventes numériques, et sixième pour les ventes physiques. Ce single comprend Lady Luck, qui sert à promouvoir la même marque de sacs, Dilly Dally. Le 13 juin 2012, une annonce est faite par Pledis Entertainment, disant que la nouvelle leader des After School sera Jungah. La chanteuse succédera ainsi à Kahi qui part pour sa carrière solo au mois de septembre prochain. La promotion est retardée de quelques jours, à cause des typhons qui balayent le Japon où les filles restent bloquées.
Le 21 juin 2012, le maxi single sort, il se place en tête des charts coréens dès sa sortie digitale, comme : Bugs, MelOn, Soribada, Daum, Mnet, Olleh ainsi que Naver Music. Le 12 août 2012, est organisé le troisième fan meeting coréen du groupe depuis ses débuts. Mais cet évènement est une occasion particulière pour l’ancienne leader du groupe de faire ses adieux en tant que membre du groupe. Mais cela était aussi l’occasion pour les filles de présenter officiellement leur nouvelle membre Kaeun.

### First Loveet tournées japonaises (2013–2014)

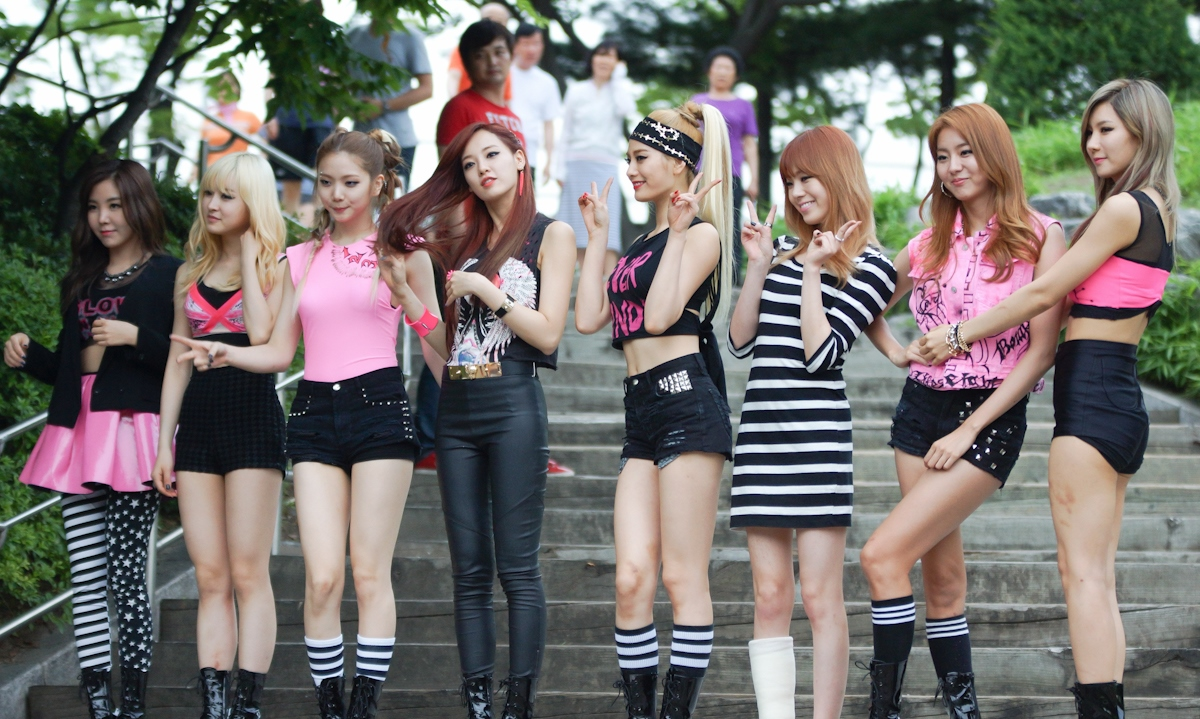
After School en juin 2013.

Le 23 février 2013, le groupe tient un fan meeting en Thaïlande. Le 19 mai 2013, il est annoncé que les After School se rendront à Hong Kong durant l'été, le 1er juillet, afin d’y tenir leur premier fanmeeting là-bas. Le 27 mai 2013, leur agence, Pledis Entertainment, a expliqué que les filles feraient leur retour musical avec un nouveau concept sexy et inédit pour faire la promotion de leur maxi single et qu'il devrait sortir le 13 juin. Des photos teasers sont dévoilées,,,, ce qui permet d'apprendre le nom de l'opus, First Love. Le 13 juin 2013, le MV[Quoi ?] de First Love est mis en ligne et le maxi single du même nom sort.
Les After School surprennent le public avec la chorégraphie présentée par les filles qui repose sur une danse particulière : la Pole dance. La promotion de l'album débute le 13 juin au M! Countdown, où After School interprète l'introduction 8 Hot Girl et la chanson-titre First Love. Le groupe ne peut se produire sur la chaîne KBS sur le plateau du Music Bank, qui juge la chorégraphie inappropriée[source secondaire souhaitée]. Le 24 août 2013, est mis en ligne le clip de Heaven, même si le single japonais n'est sorti que le 2 octobre.
Le 19 décembre 2013, est mis en ligne le clip de Shh, dont le single japonais sort le 29 janvier 2014. Le 12 janvier 2014, il est annoncé qu'After School dévoilera son second album japonais intitulé Dress to Kill le 19 mars. Le 12 juin 2014, le rappeur San E lève le voile sur le MV du titre A Midsummer's Night Sweetness, interprété en duo avec Raina, membre des After School. Le 8 octobre 2014, le MV de You End, and Me est mis en ligne. C'est une collaboration entre l'artiste Kanto, du groupe TROY et Raina pour ses débuts solos, comme l'avait annoncé son agence, Pledis Entertainment, en septembre, disant que celle-ci allait dévoiler son premier single solo, Reset en octobre.
Le 21 novembre 2014, After School commence à Tokyo sa deuxième tournée japonaise nommée Dress to Shine ; elle se termine le 24 novembre à Osaka. Le 16 décembre 2014, il est annoncé que Lizzy, membre des After School, va faire ses débuts solos ; elle semble choisir une route plutôt rare chez les idoles. En effet, elle s’essaiera un trot. Le 22 décembre 2014, un représentant du label des After School, Pledis Entertainment, affirme que Jooyeon pourrait quitter le groupe à la fin de son contrat le 31 décembre. Après diverses rumeurs annonçant le départ d’une des membres de After School, la Pledis Entertainment confirme le 31 décembre que Jooyeon serait prochainement diplômée, comme le veulent la tradition et le concept du groupe. Jooyeon explique que, même si elle quitte les After School, cela n’est pas définitif.

### Shineet séparation (2015)
Le 7 janvier 2015, des précisions sur les débuts solos de Lizzy sont données. Un porte-parole de l'agence Pledis Entertainment explique ainsi : « À la fin de l’année 2014, Lizzy interprète son premier single lors de l'enregistrement du programme de KBS : National Singing Contest. L’épisode en question sera diffusé le 17 janvier. Ce sera la première fois qu’une idole fera ses débuts solo au travers de cette émission télévisée[réf. nécessaire]. » Il est à noter que si la chanson est révélée pour la première fois le 17 janvier, elle ne sort officiellement que le 23 janvier. Le 22 janvier 2015, la 24e édition des Seoul Music Awards a lieu à Séoul. Le duo, composé de San E et Raina, y remportent le prix de « Meilleurs artistes hip-hop ». Le 23 janvier 2015, le MV du premier single solo de Lizzy (After School) est mis en ligne. Le 31 janvier 2015, les After School dévoilent des informations au sujet de leur album best-of japonais, nommé Afterschool Best. Sa sortie est prévue pour le 18 mars. Ce best-of est officiellement le dernier album auquel participe Jooyeon, désormais ex-membre du groupe, mais qui apparaît sur les photos. Le 9 février 2015, le label japonais des After School, Avex Group, dévoile par le biais de son YouTube officiel le PV[Quoi ?] de Shine issu de leur best-of japonais Afterschool Best.
Lizzy et l'animateur dévoilent, le 13 février, le MV[Quoi ?] du morceau. Cette collaboration est annoncée le 2 janvier. Le 18 décembre 2015, Le duo de producteurs Brave Duble Tiger préparent le lancement d’une version féminine des BIGBYUNG. Dans le but de lancer un nouveau groupe projet par l’intermédiaire de son émission Hitmaker sur MBC Every1. Ainsi, après le groupe masculin Bigbyung, c’est le groupe féminin Chamsonyeo qui voit le jour. Il est donc cette fois constitué de Youngji (Kara), Sohyun (4Minute), Lizzy (After School) et de la chanteuse solo G.NA. Le 20 février, le public peut donc découvrir le single Magic Worlds.
Le label des filles, Pledis Entertainment, se lance dans un projet composé de plusieurs duos. Et le premier titre extrait de ce projet musical est interprété par Jungah de After School et le chanteur solo Han Dong Geun. Un MV[Quoi ?] pour le morceau Between Us… est en ligne le 16 avril 2015.
En 2015, le groupe se sépare et chacune des membres va pour entamer une carrière solo.

## Membres
| Nom de scène | Nom de scène | Nom de naissance | Nom de naissance | Date de naissance | Nationalité  | Position                                                                      |
| Romanisé     | Coréen       | Romanisé         | Coréen           | Date de naissance | Nationalité  | Position                                                                      |
| ------------ | ------------ | ---------------- | ---------------- | ----------------- | ------------ | ----------------------------------------------------------------------------- |
| Nana         | 나나         | Im Jin Ah        | 임진아           | 14 septembre 1991 | Sud-coréenne | Danseuse principale, rappeuse secondaire, chanteuse, visuel, visage du groupe |

### Anciens membre
| Nom de scène | Nom de scène | Nom de naissance | Nom de naissance | Date de naissance | Nationalité  | Position                                                            | Date de départ   |
| Romanisé     | Coréen       | Romanisé         | Coréen           | Date de naissance | Nationalité  | Position                                                            | Date de départ   |
| ------------ | ------------ | ---------------- | ---------------- | ----------------- | ------------ | ------------------------------------------------------------------- | ---------------- |
| Kahi         | 가희         | Park Ji Young    | 박지영           | 25 décembre 1980  | Sud-coréenne | Leader, chanteuse, rappeuse, danseuse, centre, Unnie (la plus âgée) | 17 juin 2012     |
| Jungah       | 정아         | Kim Jung Ah      | 김정아           | 2 août 1983       | Sud-coréenne | Leader, chanteuse, danseuse                                         | 28 janvier 2016  |
| Soyoung      | 소영         | Yoo So Young     | 유소영           | 29 mars 1986      | Sud-coréenne | Chanteuse                                                           | 20 octobre 2009  |
| Jooyeon      | 주연         | Lee Joo Yeon     | 이주연           | 19 mars 1987      | Sud-coréenne | Chanteuse, visuel                                                   | 30 juin 2015     |
| Uee          | 유이         | Kim Yoo Jin      | 김유진           | 9 avril 1988      | Sud-coréenne | Danseuse, rappeuse, chanteuse, visuel                               | 31 mai 2017      |
| Raina        | 레이나       | Oh Hye Rin       | 오 혜린          | 7 mai 1989        | Sud-coréenne | Chanteuse                                                           | 27 décembre 2019 |
| Bekah        | 베카         | Rebecca Kim      | 레베카 김        | 11 août 1989      | Hawaïenne    | Rappeuse, chanteuse                                                 | 11 juillet 2011  |
| Lizzy        | 리지         | Park Soo Young   | 박수영           | 31 juillet 1992   | Sud-coréenne | Rappeuse, chanteuse                                                 | 1er mai 2018     |
| E-Young      | 이영         | Noh Lee Young    | 노이영           | 16 août 1992      | Sud-coréenne | Chanteuse                                                           | 31 décembre 2019 |
| Kaeun        | 가은         | Lee Ka Eun       | 이가은           | 20 août 1994      | Sud-coréenne | Danseuse, chanteuse, rappeuse, Maknae (la plus jeune)               | 6 juillet 2019   |

## Sous-groupes
Orange Caramel est la première sous-unité d'After School, composée de Raina, Nana et Lizzy. Elles débutent en juin 2010.

## Discographie
- 2011 : Virgin
- 2012 : Playgirlz
- 2014 : Dress to Kill

## Tournées
- 2012 : After School 1st Japan Tour "PlayGirlz"
- 2014 : After School 2nd Japan Tour "Dress to Shine"

### Participations
- 2009 : Doll Domination Tour

## Distinctions

### Asia Model Awards
| Année | Titre            | Nommé        | Résultat |
| ----- | ---------------- | ------------ | -------- |
| 2014  | Popularity Award | After School | Lauréat  |

### BillboardJapan Music Awards
| Année | Titre                             | Nommé        | Résultat |
| ----- | --------------------------------- | ------------ | -------- |
| 2010  | K-Pop New Artist of the Year 2009 | After School | Lauréat  |

### Cyworld Digital Music Awards
| Année | Titre                       | Nommé | Résultat |
| ----- | --------------------------- | ----- | -------- |
| 2009  | Rookie of the Month – April | Diva  | Lauréat  |

### Golden Disc Awards
| Année | Titre              | Nommé        | Résultat   |
| ----- | ------------------ | ------------ | ---------- |
| 2012  | Disk Daesang       | Virgin       | Nomination |
| 2012  | Disk Bonsang       | Virgin       | Nomination |
| 2012  | Popularity Award   | After School | Nomination |
| 2013  | Single Album Award | Flashback    | Nomination |
| 2013  | Popularity Award   | After School | Nomination |

### Korea International Awards
| Année | Titre                           | Nommé        | Résultat   |
| ----- | ------------------------------- | ------------ | ---------- |
| 2011  | Groupe international de l'année | After School | Nomination |
| 2011  | Top 5 International Artists     | After School | Lauréat    |
| 2011  | Meilleur groupe J-pop           | After School | Nomination |
| 2011  | Top 5 des groupes J-pop         | After School | Nomination |
| 2011  | Meilleure musique K-pop         | After School | Nomination |
| 2011  | Top 5 musique K-pop             | After School | Nomination |
| 2011  | Meilleur groupe féminin         | After School | Nomination |
| 2011  | Top groupe féminin              | After School | Lauréat    |
| 2011  | Les plus populaires             | After School | Nomination |

### Korea Lifestyle Awards
| Année | Titre           | Nommé        | Résultat |
| ----- | --------------- | ------------ | -------- |
| 2009  | Best Style Icon | After School | Lauréat  |

### Korean Culture Entertainment Awards
| Année | Titre                          | Nommé        | Résultat   |
| ----- | ------------------------------ | ------------ | ---------- |
| 2011  | Korea Entertainment News Award | After School | Lauréat    |
| 2012  | Meilleure chanteuse            | After School | Nomination |

### Korean Popular Culture and Arts Awards
| Année | Titre                                 | Nommé        | Résultat |
| ----- | ------------------------------------- | ------------ | -------- |
| 2011  | Korean Popular Culture and Arts Award | After School | Lauréat  |

### Korean Visual Arts Festival
| Année | Titre            | Nommé          | Résultat |
| ----- | ---------------- | -------------- | -------- |
| 2010  | Photogenic Award | Orange Caramel | Lauréat  |

### MelOn Music Awards
| Année | Titre           | Nommé        | Résultat   |
| ----- | --------------- | ------------ | ---------- |
| 2009  | Bonsang Award   | After School | Nomination |
| 2009  | Star Award      | After School | Nomination |
| 2010  | Clip de l'année | Bang!        | Nomination |
| 2011  | Bonsang Award   | After School | Nomination |

### Mnet Asian Music Awards
| Année | Titre                         | Nommé | Résultat   |
| ----- | ----------------------------- | ----- | ---------- |
| 2009  | Meilleures novuelles artistes | Diva  | Nomination |

### MTV Video Music Awards Japan
| Année | Titre                        | Nommé                             | Résultat |
| ----- | ---------------------------- | --------------------------------- | -------- |
| 2012  | Meilleiur clip collaboration | Make it Happen (avec Namie Amuro) | Lauréat  |

### Seoul Music Awards
| Année | Titre               | Nommé          | Résultat   |
| ----- | ------------------- | -------------- | ---------- |
| 2010  | Best Newcomer Award | After School   | Lauréat    |
| 2012  | Bonsang Award       | Orange Caramel | Nomination |
| 2012  | Popularity Award    | Orange Caramel | Nomination |
| 2013  | Bonsang Award       | Flashback      | Nomination |
| 2013  | Popularity Award    | Flashback      | Nomination |
| 2013  | Bonsang Award       | Lipstick       | Nomination |
| 2013  | Popularity Award    | Lipstick       | Nomination |
| 2014  | Bonsang Award       | First Love     | Nomination |
| 2014  | Popularity Award    | First Love     | Nomination |

### SBS MTV Best of the Best
| Année | Titre                           | Nommé          | Résultat   |
| ----- | ------------------------------- | -------------- | ---------- |
| 2012  | Meilleur clip comique           | Lipstick       | Lauréat    |
| 2012  | Meilleure rivalité (vs. Secret) | Orange Caramel | Nomination |

### Yahoo! Asia Buzz Awards
| Année | Titre                                 | Nommé        | Résultat   |
| ----- | ------------------------------------- | ------------ | ---------- |
| 2009  | Top Buzz Star: Female Singer Category | After School | Nomination |

## Programmes de classement musicaux
| Année | Récompense |
| ----- | --- |
| 2009  | - 1re place au Inkigayo le 20 décembre pour Because of You. - 1re place au Inkigayo le 27 décembre pour Because of You. |
| 2010  | - 1re place au Inkigayo le 24 janvier pour Because of You.                                                              |